# Юрченко Владлен Юрійович
Владле́н Ю́рійович Ю́рченко (нар. 22 січня 1994, Миколаїв, Україна) — український футболіст, атакувальний півзахисник «Металіста 1925». Виступав за юнацькі та молодіжну збірні України.

## Життєпис
Владлен народився 22 січня 1994 року в місті Миколаїв. У дитинстві його батько відвів його до футбольної секції, де він і почав займатися футболом. Перший тренер — Сергій Морозов. У дитячо-юнацькій футбольній лізі України почав виступати у 2005 році за МФК «Миколаїв». 2007 року виступав у складі ДЮСШ «Радсад» (Миколаївська область) в дитячо-юнацькій футзальній лізі України і разом з командою виграв срібні нагороди та став найкращим бомбардиром (23 голи) чемпіонату України серед юнаків 1993 р.н..
У 13 років його помітили селекціонери донецького «Шахтаря» і запросили на перегляд, який він успішно пройшов. Також він проходив перегляд у київському РУФК, але вибрав саме «Шахтар». З 2007 року по 2010 рік виступав у ДЮФЛУ за «Шахтар», першими його тренерами в команді були Олександр Коваль і Олександр Ладейко. Разом з «Шахтарем» двічі ставав переможцем ДЮФЛ, Юрченко ставав найкращим бомбардиром, також його визнавали найкращим півзахисником і найкращим гравцем турніру. Граючи в академії «Шахтаря», вирізнявся високою результативністю.

## Клубна кар'єра

### «Шахтар» (Донецьк)
У 2010 році його почали залучати до ігор за дубль «Шахтаря», куди його залучив Валерій Яремченко, хоча Юрченко ще продовжував виступати в ДЮФЛУ. У молодіжній першості України дебютував 17 квітня 2010 року в матчі проти «Закарпаття» (7:0), Юрченко вийшов на 50-й хвилині замість Станіслава Причиненка. Влітку 2010 року був переведений у дубль «Шахтаря».
У червні 2010 року головний тренер «Шахтаря» Мірча Луческу взяв його на тренувальний збір до Австрії. У складі «Шахтаря» на зборі він зіграв в одному товариському матчі 18 червня 2010 проти словацької «Сениці» (2:0), Юрченко вийшов наприкінці гри на 89-й хвилині замість Дугласа Кости. За більше півроку виступів за дубль провів 17 матчів та забив 9 м'ячів.

### «Іллічівець»
Взимку 2011 року перейшов на правах оренди в маріупольський «Іллічівець», де головним тренером був Валерій Яремченко, а більшість гравців було орендовано у «Шахтаря». У Прем'єр-лізі України дебютував у 17 років, 4 березня 2011 року в виїзному матчі проти запорізького «Металурга» (0:4), Юрченко вийшов на 50-й хвилині замість Костянтина Ярошенка. На початку квітня 2011 року Юрченко отримав травму, через яку не міг грати деякий час. За підсумками сезону 2010/11 «Іллічівець» посів 14 місце у чемпіонаті України та врятувався від вильоту у Першу лігу України. В останньому матчі сезону проти київського «Динамо» (3:2), «Іллічівець» по ходу матчу програючи два м'ячі, зміг забити три голи і завдяки набраним трьом заліковим очкам залишитися у Прем'єр-лізі. Юрченко у цьому матчі залишився на лавці запасних.

### «Байєр 04»
27 червня 2014 року Юрченко перейшов у німецький «Баєр 04», підписавши контракт до 2016 року за схемою 2+2. За деякою інформацією сума трансферу склала 350 тис. доларів. Дебют Владлена у Бундеслізі відбувся у матчі з «Аугсбургом» 24 вересня 2014 року. 1 квітня 2016 року забив свій перший гол у Бундеслізі у матчі з «Вольфсбургом», зробивши підсумковий рахунок 3:0 на користь леверкузенської команди. Юрченко покинув німецький клуб після закінчення сезону 2017/18.

### «Вайле»
27 вересня 2018 року стало відомо про перехід Юрченка до данського «Вайле» терміном на три роки. Однак, вже через рік гравець покинув клуб у статусі вільного агента.

### «Зоря»
17 липня 2019 року луганська «Зоря» оголосила про підписання дворічного контракту з Владленом Юрченком. Гравець виступав за «Зорю» під номером 80. Підписувати новий контракт з луганським клубом він не став і з 1 липня 2021 року залишив клуб як вільний агент.

### «Десна»
30 вересня 2021 року підписав контракт із чернігівською «Десною». Наприкінці грудня 2021 року залишив «Десну».

### «Рига»
25 січня 2022 року підписав контракт з латвійським клубом «Рига».

## Досягнення
- Бронзовий призер чемпіонату Німеччини: 2015/16
- Бронзовий призер чемпіонату України (2): 2019/20, 2020/21